# Yves Hersant
Pour les articles homonymes, voir Hersant (homonymie).
Yves Hersant, né en 1944 à Paris, est un spécialiste de la pensée et des arts de la Renaissance européenne. 

## Biographie
Ancien élève de l'École normale supérieure, agrégé des lettres, Yves Hersant travaille dans les services culturels du ministère des Affaires étrangères à Ottawa, à Rome, puis à Paris en qualité de conseiller technique au cabinet du ministre. En 1981, il entre à l'EHESS.
Devenu en 1989 l'un des directeurs d'études de cet établissement, il fonde, dans le Centre de recherche sur les arts et le langage, un groupe de recherche sur l'Europe. De 1997 à 1998, il fait partie, au Conseil de l'Europe, du groupe de travail « Citoyenneté et démocratie ». Spécialiste de la pensée et des arts de la Renaissance européenne, il consacre ses séminaires à l'histoire et à la critique de l'humanisme. Jusqu'en 2015, il enseigne également dans diverses universités étrangères, notamment à New York (New York University) et à Genève (Institut d'études européennes).
Yves Hersant est aussi directeur de collections aux éditions Les Belles Lettres et a été membre du comité de rédaction de la revue Critique (1981-2024). Avec Nuccio Ordine, il dirige l'édition critique en France des œuvres de Giordano Bruno. En 2003, il a été l'auteur du livret de l'opéra Le Moine noir, composé par son frère Philippe Hersant. En 2013, il a été l'un des commissaires de l'exposition « La Renaissance et le rêve » (Paris, Musée du Luxembourg).

## Travaux
Auteur d'ouvrages et d'articles, il a également donné des traductions de l'italien (Giorgio Agamben, Giordano Bruno, Giacomo Leopardi, Italo Calvino, Ferdinando Camon, Tullia d'Aragona, Antonio Manetti), du latin (Leon Battista Alberti, Pic de La Mirandole, poètes latins de la Renaissance dans l'Anthologie Gallimard-Pléiade) et du grec ancien (pseudo-Hippocrate).

## Publications
- Édition de huit romans d'Italo Calvino dans la "Bibliothèque de la Pléiade", Paris, Gallimard, 2024, 1272 + XLIV p.
- Mélancolies : de l’Antiquité au XXe siècle, Paris, Robert Laffont, coll. « Bouquins », 2005, 990 p.
- La Métaphore baroque : d’Aristote à Tesauro, Paris, Le Seuil, 2001, 206 p.
- Europes : anthologie critique et commentée, Paris, Robert Laffont, coll. « Bouquins », 2000, 1050 p.
- Italies : les voyageurs français aux XVIIe siècle et XVIIIe siècle, Paris, Robert Laffont, coll. « Bouquins », 1988, 1140 p. (préface, chronologie, notices bibliographiques, bibliographie établies par Yves Hersant)
- La Renaissance et le rêve (dir. en collaboration), Paris, Réunion des Musées nationaux, 2013, 175 p.
- Une traversée des savoirs. Mélanges offerts à Jackie Pigeaud (dir. avec Ph. Heuzé), Québec, Presses de l'Université Laval, 2008, 755 p.
- Édition annotée de J.-K. Huysmans, Là-Bas, Paris, Folio Gallimard, 1985, 404 p.